# فالنتين جوكوفسكي
فالنتين ألكسيفيتش جوكوفسكي (6 مايو 1858 - 17 يناير 1918) (بالروسية: Жуковский، Валентин Алексеевич) كان مستشرقًا من الإمبراطورية الروسية، كتب العديد من الكتب والمقالات حول هذا الموضوع. كان بحثه في الأدب الفارسي والتاريخ والقواعد، وخاصة في العصر القاجاري، عملًا أساسيًّا.